# Samcheok
Samcheok est une ville de la province du Gangwon, en Corée du Sud.
Samcheok possède un aéroport (code AITA : SUK).

## Personnalités
Hwang Young-cho (1970-), marathonien, champion olympique en 1992.